# Jimmy Steward
James Steward Bodden (1946. december 9. –) hondurasi válogatott labdarúgókapus.

## Pályafutása

### Klubcsapatban
1965 és 1975 között a Platense, 1975 és 1981 között pedig a Real España csapatában játszott, melynek tagjaként három alkalommal nyerte meg a hondurasi bajnokságot. Az 1981–82-es idényben a Marathón játékosa volt. 

### A válogatottban
1973 és 1982 között szerepelt a hondurasi válogatottban. Részt vett az 1982-es világbajnokságon, de egyetlen csoportmérkőzésen sem lépett pályára.

## Sikerei, díjai
Platense FC
- Hondurasi bajnok (1):  1965–66

Real España
- Hondurasi bajnok (3):  1975, 1976, 1980
- UNCAF-klubcsapatok kupája döntős (1): 1979